# Z/OS
z/OS — проприетарная 64-битная серверная операционная система, разработанная компанией IBM для мейнфреймов собственного производства. Является дальнейшим развитием операционной системы OS/360, объединяя MVS и системные службы Unix (POSIX-совместимая реализация для Unix, изначально известная как MVS OpenEdition или OpenMVS).
Содержит большинство функций, реализованных в 1970-х и 1960-х (в некоторых случаях), z/OS также предлагает многие отличительные черты и элементы, идентичные таковым в ныне доступных открытых системах. Таким образом, в то время как CICS, IMS, RACF, SNA и подобные функциональные возможности до сих пор продолжают ежедневно использоваться, они стали менее заметными, чем в прошлые годы.
На данный момент z/OS поддерживает Java, Unix API (Single UNIX Specification) и приложения, и легко взаимодействует с TCP/IP и Веб. Сопутствующий продукт IBM, z/VM, улучшает поддержку Linux на той же самой системе. Поддержка действующих стандартов функциональности в z/OS и поддержка Linux и OpenSolaris позволяет наращивать возможности для будущего использования.
z/OS работает также на мейнфреймах более ранних архитектур, чем z/Architecture, которые работали в 32-битном режиме, и с аппаратным обеспечением, использующим 24-битную адресацию памяти. Тем не менее, начиная с версии z/OS V1R6, выпущенной 24 сентября 2004 года, z/OS требует 64-битные серверы IBM System z. Поддержка версии z/OS V1R5 осуществлялась до 31 марта 2007 года.
Существует возможность запуска z/OS на серверах с архитектурой x86 при помощи эмулятора IBM System z - Hercules.
z/OS является передовой ОС, разрабатываемой IBM, предназначенной для продолжительной работы с большим количеством операций с высоким уровнем безопасности и устойчивости.
Диалоговое взаимодействие пользователя с ОС осуществляется через интерфейс ISPF. Установка и обновление программ - через SMP/e.
Некоторое время выпускалась более дешёвая версия z/OS, z/OS.e, идентичная по программному коду, но работавшая с загрузочными настройками, предотвращавшими исполнение таких классических выполняемых задач, как COBOL и PL/I. z/OS.e работала на мейнфреймах z800, z890 и z9 BC, и заказчики могли выбрать, включать эти настройки или нет, что влияло на цену лицензии. Последней версией z/OS.e была объявлена V1.8, поддержка которой закончилась 30 сентября 2009 года. В настоящее время аналогичная задача удешевления лицензий для новых приложений решается лицензированием обычной z/OS по специальной схеме zNALC (z New Application License Charges). Возможно функционирование разных логических разделов мейнфрейма под разными схемами лицензирования z/OS.